# 2010年冬季残疾人奥林匹克运动会法国代表团
2010年冬季残疾人奥林匹克运动会法国代表团是法国派出的2010年冬季残疾人奥林匹克运动会代表团。获得1枚金牌、4枚银牌和1枚铜牌。